# Viséen
Stratigraphie
Tournaisien Serpukhovien
| Permien                                            | Cisuralien                  | Assélien     | plus récent    |
| Carbonifère                                        | Pennsylvanien cf. Silésien  | Gzhélien     | 303.7 – 298.9  |
| Carbonifère                                        | Pennsylvanien cf. Silésien  | Kasimovien   | 307.0 – 303.7  |
| Carbonifère                                        | Pennsylvanien cf. Silésien  | Moscovien    | 315.2 – 307.0  |
| Carbonifère                                        | Pennsylvanien cf. Silésien  | Bashkirien   | 323.4 – 315.2  |
| Carbonifère                                        | Mississippien cf. Dinantien | Serpukhovien | 330.3 – 323.4  |
| Carbonifère                                        | Mississippien cf. Dinantien | Viséen       | 346.7 – 330.3  |
| Carbonifère                                        | Mississippien cf. Dinantien | Tournaisien  | 358.86 – 346.7 |
| Dévonien                                           | Supérieur                   | Famennien    | plus ancien    |
| Subdivision du Carbonifère selon l'ICS, août 2018. |                             |              |                |

Le Viséen est un étage du Mississippien dans le Carbonifère (ère paléozoïque). Il s'étend de 346,7 ± 0,4 à 330,9 ± 0,2 millions d'années et succède au Tournaisien. Il doit son nom à la ville de Visé en Belgique.
Étage défini en Belgique, il était anciennement inclus dans le Dinantien ou Carbonifère inférieur d'Europe. Cette classification a été partiellement abandonnée, car les séries sédimentaires de références, en milieu continental ou péricontinental, ne présentaient pas une séquence chronologique continue et homogène.

## Faune et flore
C'est notamment tout à la fin de cet étage qu'on voit apparaître les premiers animaux tétrapodes exclusivement terrestres. il y a environ un peu plus de 330Ma.

## Stratigraphie
Le Viséen contient quatre biozones à conodontes:
- la zone de Lochriea nodosa
- la zone de Lochriea mononodosa
- la zone de Gnathodus bilineatus
- la zone de Gnathodus texanus